# Lop Nur
Il Lop Nur (羅布泊T, 罗布泊S, LuóbùbóP, Lo-pu P'oW), noto anche come Lop Nor, era un lago salato della Cina nord-occidentale che attualmente si presenta come un letto lacustre incrostato di sale. È situato nel bacino del Tarim, nella parte orientale del deserto del Takla Makan, nella Regione Autonoma Uigura dello Xinjiang, ed è una delle aree più desolate della Cina.

## Storia
L'antico lago, che negli anni '50 occupava una superficie di circa 2000 km², cessò di esistere verso il 1970 in seguito al completamento delle opere di irrigazione e alla costruzione di una serie di bacini artificiali lungo il corso medio del fiume Tarim, uno dei suoi antichi immissari. Secondo analisi effettuate con il metodo del carbonio-14 da un team di scienziati cinesi nel 1980-81, da circa 20.000 anni nell'area sarebbe costantemente esistito un lago di dimensioni variabili, nonostante le condizioni climatiche locali siano spesso variate da aride a estremamente aride. Dopo la scomparsa delle acque del lago, l'area del Lop Nur ha sperimentato un aumento dell'erosione eolica e delle incrostazioni di sale. La crosta di sale attualmente ricopre 21.000 km², e gli yardang (crinali di sale dalla forma irregolare) occupano quasi 3100 km².
L'area del Lop Nur non è più abitata permanentemente dal 1920 circa, quando le bande di uiguri che vi abitavano abbandonarono il bacino dopo che un'epidemia uccise molti di loro. Tra gli animali che popolano la regione vi sono pochi esemplari selvatici di cammello della Battriana. Tra il 1964 e il 1996 la regione venne usata a intermittenza dai cinesi come sito per test di esplosioni nucleari sotterranee e atmosferiche. Il termine generico nur deriva dalla parola mongola nuur («lago»).